# 坳仔镇
坳仔镇，是中华人民共和国广东省肇庆市怀集县下辖的一个乡镇级行政单位。

## 行政区划
坳仔镇下辖以下地区：
坳仔社区、仕儒村、坳仔村、罗大村、璃玻村、大同村、仙溪村、上洞村、丰亨村、渡头村、美南村、七甲村、阶洞村、坑口村、鱼南村、鱼北村和盆布村。